# Caldes de Montbui
Caldes de Montbui este o localitate în Spania în comunitatea Catalonia în provincia Barcelona. În 2006 avea o populație de 15.941 locuitori. Este situat in comarca Vallès Oriental.
1. 1 2   http://www.idescat.cat/pub/?id=aec&n=925&t=2016 Lipsește sau este vid: |title= (ajutor)